# Mold (Washington)
Mold az Amerikai Egyesült Államok északnyugati részén, Washington állam Douglas megyéjében elhelyezkedő önkormányzat nélküli település.
Mold postahivatala 1899 és 1959 között működött. A település neve valószínűleg a környékbeli termőtalaj minőségére utal.

## Fordítás
Ez a szócikk részben vagy egészben  a   Mold, Washington című angol Wikipédia-szócikk ezen változatának fordításán alapul.  Az eredeti cikk szerkesztőit annak laptörténete sorolja fel. Ez a jelzés csupán a megfogalmazás eredetét és a szerzői jogokat jelzi, nem szolgál a cikkben szereplő információk forrásmegjelöléseként.